# Karen Macías Cárdenas
Karen Macías Cárdenas (México) es una astrofísica mexicana especializada en la física teórica, su principal línea de investigación se centra en la naturaleza de la materia oscura, su interacción con los neutrinos y los mediadores de luz. En 2019 fue ganadora del Premio de física John N. Bahcall Physics Awards.

## Trayectoria académica
Manifestó interés por la ciencia y la investigación desde la educación media superior, ya que a partir de la preparatoria comenzó a participar en olimpiadas y talleres científicos, formó parte de la Sociedad Científica Juvenil (SCJ), donde fue presidenta de la sede Ensenada siendo estudiante de física y a través de la cual realizaba divulgación de la ciencia para todas las edades. 
Estudió la licenciatura en física en la Universidad Autónoma de Baja California (UABC), donde se graduó en 2020, donde, como estudiante obtuvo el premio de física John N. Bahcall Physics Award en el año 2019 por su trayectoria escolar a partir del cual realizó una estancia de investigación científica enfocada en un estudio de astrofísica computacional en el grupo de AstroNu del Instituto Niels Bohr en Dinamarca. Obtuvo el grado de maestría en la Queen's University de Ontario, Canadá en 2022, donde trabajó en el grupo de High Energy And Astroparticle Theory y el doctorado lo cursó en el Instituto de Física Teórica UAM/CISC en Madrid, España realizando estudios sobre la materia oscura.

## Líneas de investigación
- Astrofísica de altas energías y física de astropartículas.[7]
- Materia oscura, su interacción con los neutrinos y los medidores de luz.[1]

## Premios y distinciones
- Presidenta de la Sociedad Científica Juvenil sede Ensenada (2016)
- Premio de física John N. Bahcall Physics Awards (2019).[3][2]

## Activismo
Karen se reconoce a sí misma como una persona bisexual, no binaria y con diagnóstico de trastorno por déficit de atención con hiperactividad (ADHD), por lo que se interesa en dar a conocer las necesidades de los grupos minoritarios en STEM para que el mundo académico sea un entorno donde todos puedan tener éxito.

Las personas que hacemos ciencia lo hacemos por amor, no es necesario ser el estereotipo del genio en bata blanca, todo lo contrario, esa es una idea anticuada. La ciencia al igual que las demás áreas necesita de diversidad para que todos los sectores sean representados de manera adecuada.
Karen Macías Cárdenas